# Xã Gray, Quận Lonoke, Arkansas
Xã Gray (tiếng Anh: Gray Township) là một xã thuộc quận Lonoke, tiểu bang Arkansas, Hoa Kỳ. Năm 2010, dân số của xã này là 3.375 người.